# Jacques Rigaut
Jacques Rigaut (* 30. Dezember 1898 in Paris; † 9. November 1929 in Châtenay-Malabry, Hauts-de-Seine, Frankreich) war ein französischer Dichter und Autor des Dada und des Surrealismus. In seinem kurzen Lebenswerk befasste er sich fast ausschließlich mit dem Gedanken des Suizides, den er in Kurzgeschichten und Artikeln seiner eigenen Zeitung Le Grabuge thematisierte und verherrlichte.

## Leben
Jacques Rigaut stammte aus wohlhabendem Elternhaus. Bereits als Schüler am Lycée Montaigne zeigte sich sein Talent zu schreiben und zu rezitieren, wofür er zahlreiche Auszeichnungen erhielt. Am traditionsreichen Gymnasium Lycée Louis-le-Grand traf er auf René Clair, mit dem er Freundschaft schloss. Im Laufe der Zeit fiel der junge Rigaut zunehmend durch sein exzentrisches wie extravagantes Verhalten negativ auf und wurde schlussendlich exmatrikuliert.

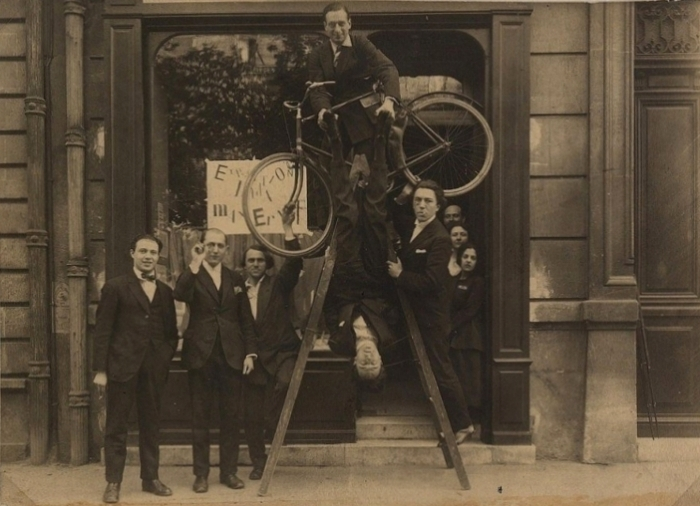
Freunde von Max Ernst vor seiner Ausstellung in der Pariser Galerie Au Sans Pareil, 1921. Auf der Leiter mit Fahrrad steht Philippe Soupault, kopfüber hängend Jacques Rigaut, ganz rechts André Breton.

Der Pariser Maler Jacques-Émile Blanche engagierte ihn kurzerhand als Sekretär; dort arbeitete er bis zur Mobilmachung 1917. Während des Ersten Weltkriegs wurde er in Paris dem militärischen Fahrdienst unterstellt. Nach dem Krieg begann er Kritiken und kurze Artikel für die elitäre Literaturzeitschrift Nouvelle Revue Française zu schreiben. Um 1919 besuchte er häufig das Café Le Certa, damals ein beliebter abendlicher Treffpunkt der Dadaisten an der Passage de l’Opéra, und schloss sich bald der neuen anarchischen Künstlergruppe um Tristan Tzara, Louis Aragon und Paul Éluard an. Die Dadaisten schätzten vor allem seine Vorliebe für den Nihilismus. Mit Ausschluss André Bretons sowie der Spaltung und Auflösung der Dadaisten in den Surrealismus schloss er sich 1922 lose der Gruppe um Tzara, Eluard und Benjamin Péret an.

Rigaut war ein bekennender Protagonist des dekadenten Dandytums, favorisierte den Ästhetizismus eines Oscar Wilde und kultivierte seinen eigenen exzessiven und mondänen Lebensstil. Er philosophierte über die Langeweile des Lebens und zelebrierte den angedeuteten Selbstmord: Er führte zeitlebens einen Revolver bei sich, den er während des Schlafes unter seinem Kopfkissen aufzubewahren pflegte. In seinem Text Es ist gut, die Bedeutungslosigkeit einer Ordnung entdeckt zu haben resümiert er: 

„Die Langeweile schreibt mehr an den Rand des Lebens als der Rausch, ebenso wie der Schlaf. Das ist eine Art das Bewusstsein zu verlieren, wenigstens provisorisch das Bewusstsein von der Persönlichkeit zu verlieren, die man in allen sonstigen Momenten seines Lebens ist. Eine Person […] die den Suizid immer nur als eine Absurdität betrachtet hat, welche sich nach einer Viertelstunde Langeweile tötet.“

Sein Freund, der französische Schriftsteller Pierre Drieu la Rochelle, beschrieb Rigaut „als einen Roboter mit einwandfrei gebundener Krawatte, der die Anwesenheit des Geistes durch dessen Abwesenheit demonstriert und der säuft und feiert wie Brummell.“ Sein ausschweifender Lebenswandel sowie kontinuierlicher Drogenkonsum – Rigaut war mittlerweile stark abhängig von Opium, Kokain und Heroin – machten den Dandy bald mittellos, und so ließ er sich von seinen Eltern aushalten. Um 1923 verliebte er sich in eine reiche Amerikanerin, der er nach Patchogue, New York folgte. Die Beziehung währte jedoch nur kurz: Gelangweilt von seinen Drogenexzessen verließ ihn die Geliebte. Vermutlich in der Zeit entstand sein bekanntestes Werk Lord Patchogue, das postum im August 1930 in der Nouvelle Revue Française erschien.

1926 hatte er einen kurzen Filmauftritt in Man Rays surrealen Experimentalfilm Emak Bakia. Man Ray erinnerte sich später in seiner Autobiografie an Rigaut: 

„Rigaut war der Schönste aus der Gruppe – eine Verkörperung des französischen Dandys, elegant, wie ich mir ihn vorgestellt hatte –; nur um die Lippen hatte er einen bitteren Zug. Im Laufe der Jahre wurden wir enge Freunde; zusammen haben wir viel dummes Zeug angestellt. Eines Tages hörte ich von seinem Selbstmord. Er verließ uns ohne eine Erklärung.“

Im November 1928 kehrte Jacques Rigaut nach Frankreich zurück, wo er von dem Surrealisten Paul Chadourne ein Haus mietete und seinen zügellosen Lebensstil wieder aufnahm; doch nach nur kurzer exzessiver Zeit musste er sich mehreren Entziehungskuren unterziehen.
Am 6. November 1929 schoss sich der vom Leben gelangweilte Rigaut in einem Sanatorium in Châtenay-Malabry (Hauts-de-Seine) eine Kugel ins Herz; er starb am 9. November. Jacques Rigaut liegt auf dem Cimetière de Montmartre in Paris begraben.

## Werke
postum veröffentlicht:
- Lord Pachtogue, 1930
- Papiers Posthumes, 1959
- Agence Générale du Suicide, 1967
- Écrits, 1970
- Et puis merde!, 1998